# Hracholusky (okres Prachatice)
Obec Hracholusky se nachází v okrese Prachatice, kraj Jihočeský, zhruba 8,5 km severovýchodně od Prachatic a 8 km západně od Netolic. Žije zde 495 obyvatel.

## Historie
První písemná zmínka o obci pochází z roku 1334.

## Pamětihodnosti
- Usedlosti čp. 19, 20, 31, 32, 53, 54, 55, 56 a 59 (chráněny coby kulturní památky ČR)
- Přírodní památka Mastnice – podmáčené louky s výskytem bledule jarní

## Galerie

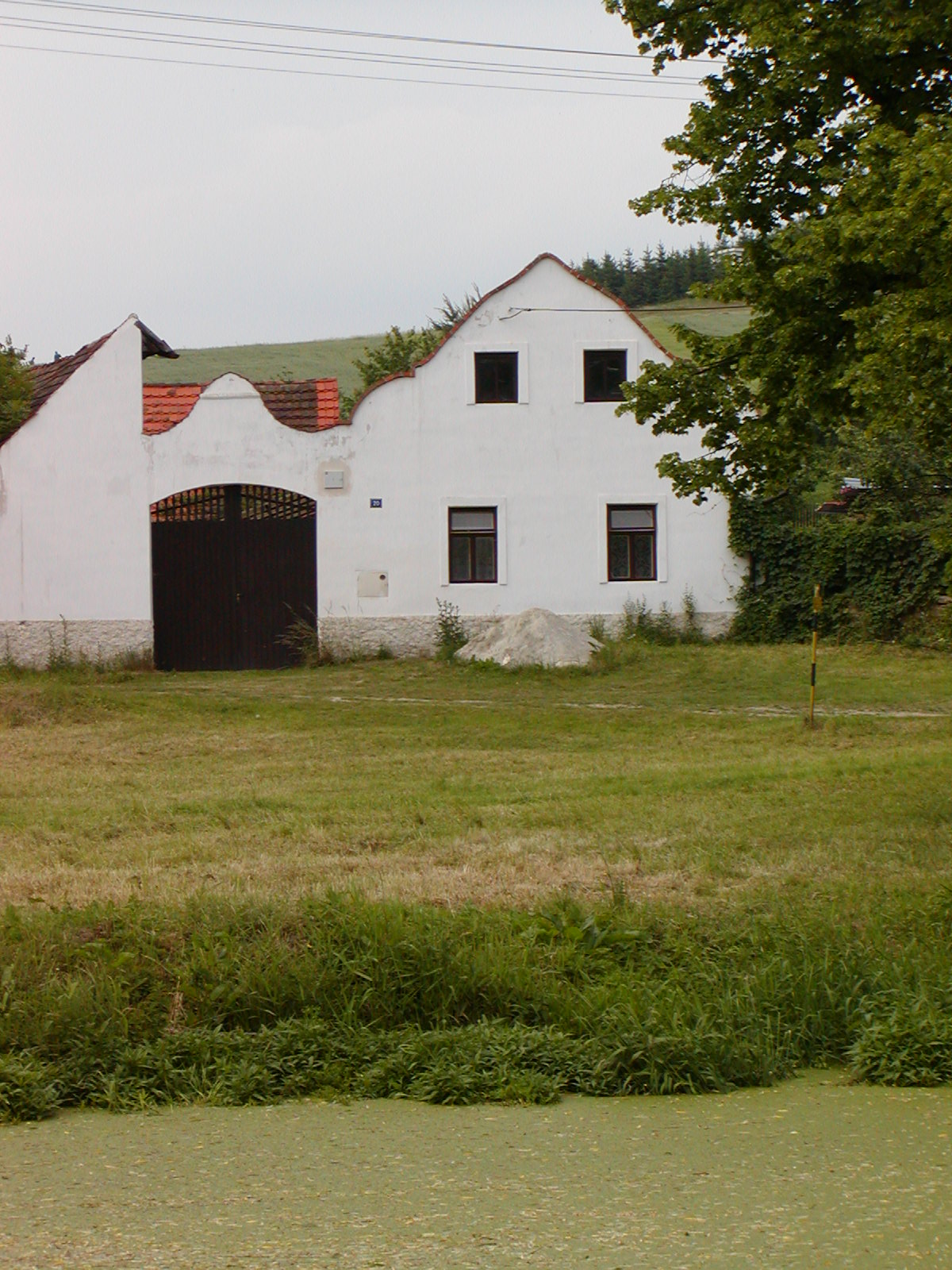
čp. 20
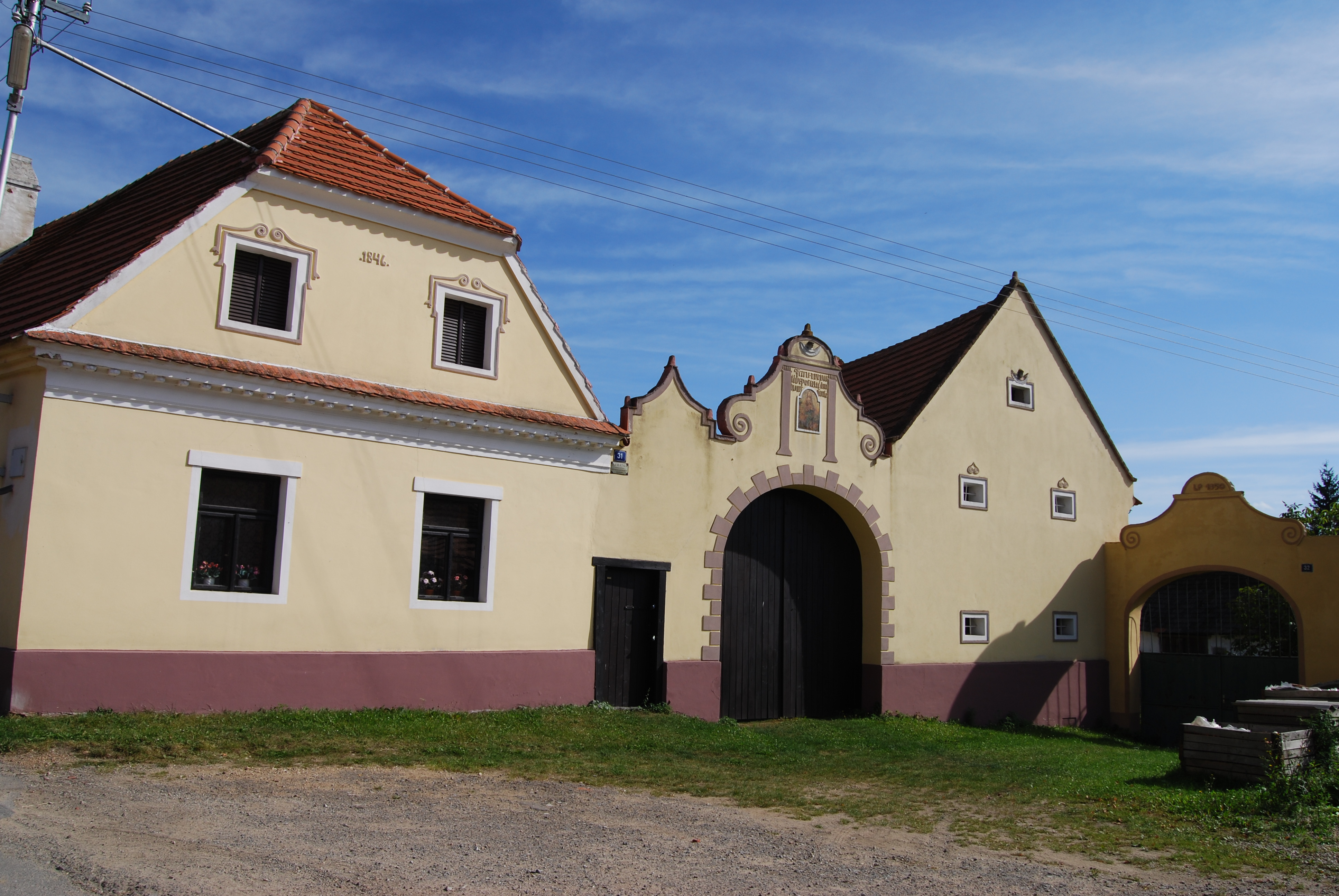
čp. 31
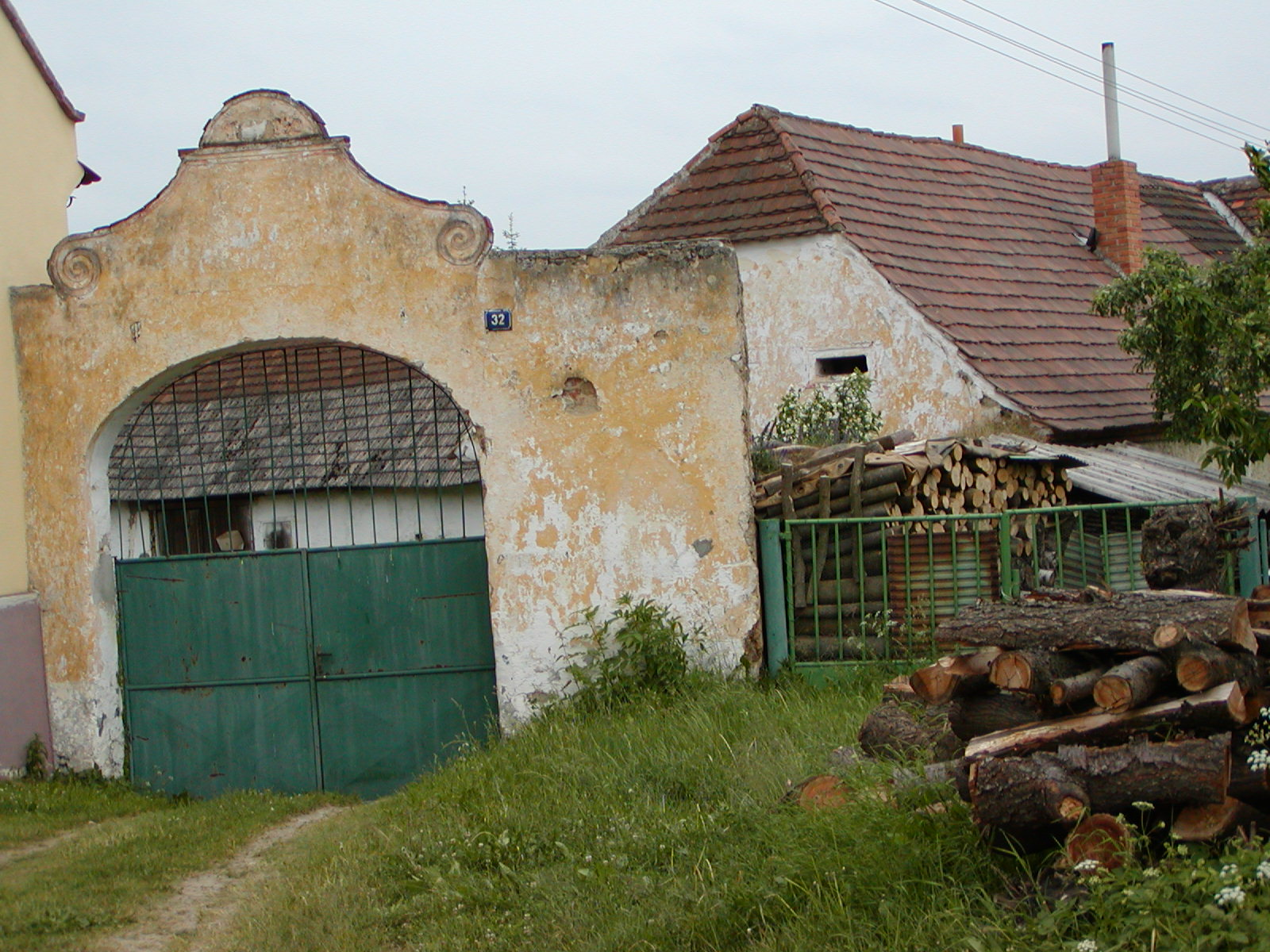
čp. 32
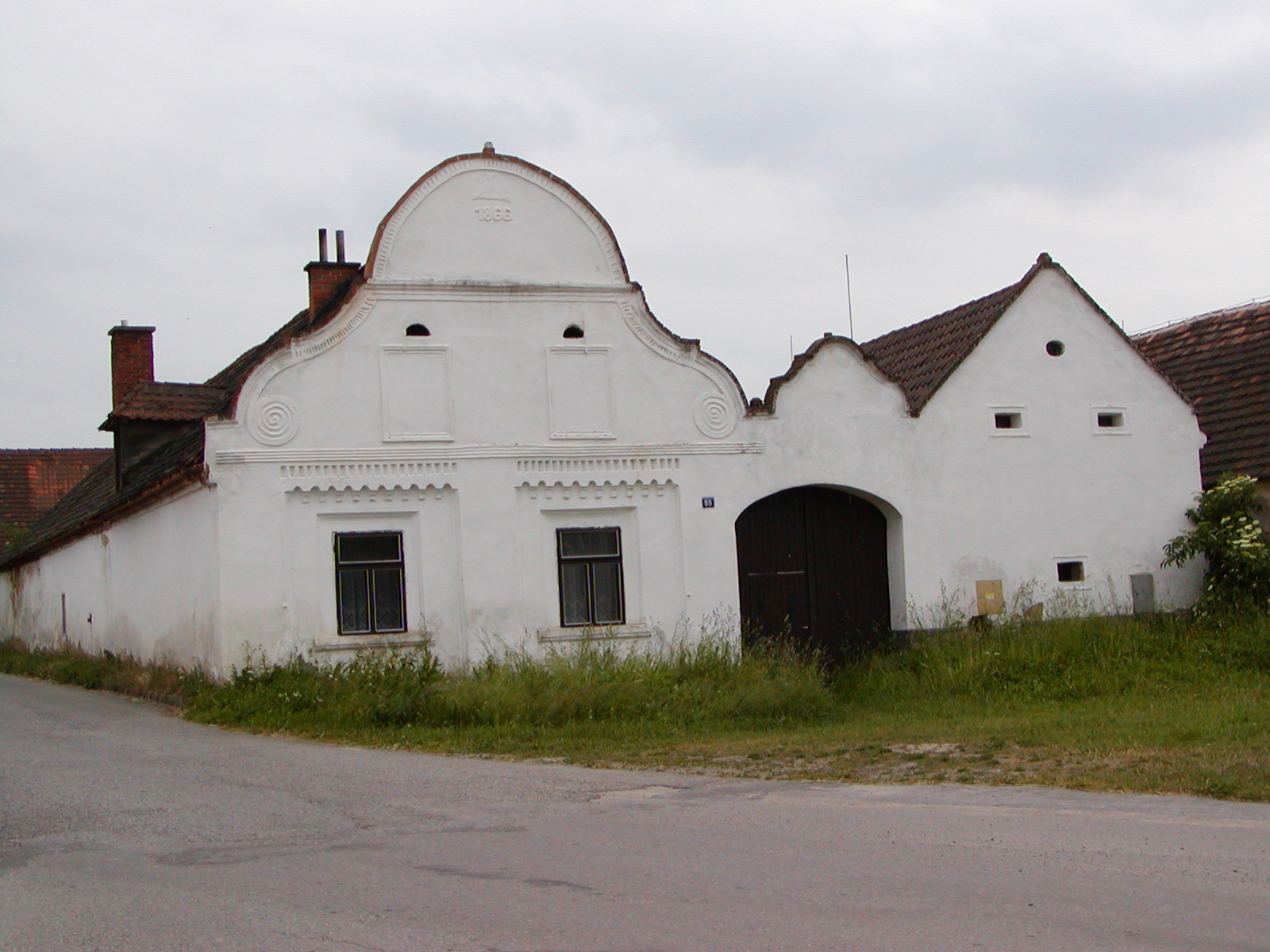
čp. 55
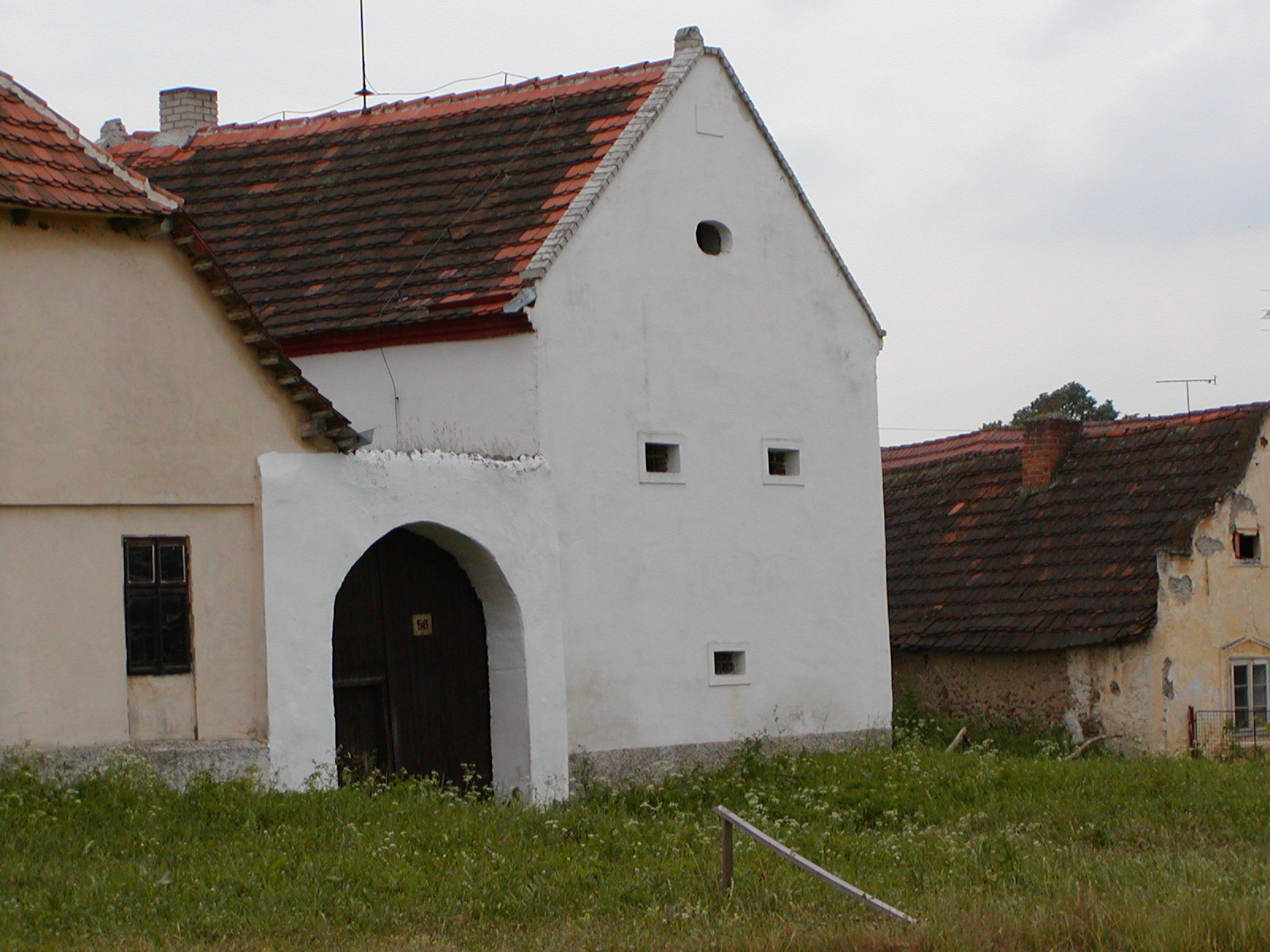
čp. 56

## Části obce
- Hracholusky
- Obora
- Vrbice
- Žitná